# Fock
Fredson Jorge Ramos Tavares dit Fock, (né le 25 juillet 1982 à São Vicente au Cap-Vert) est un footballeur cap-verdien. 
Il évolue au poste de gardien de but au Petro Atlético Luanda, club du championnat d'Angola de football.

## Biographie

### En club
Pecks commence sa carrière dans son pays natal, le Cap-Vert, avec le club du Real Júnior Tarrafal. Il change ensuite plusieurs fois d'équipes capverdiennes avant de prendre la route de l'Espagne en 2010. Cette année-là, il rejoint les rangs de l'AD Ceuta en division 3. Il ne reste qu'une seule saison avec cette équipe.
Il retourne ensuite au FC Batuque, club de son pays natal, pendant une saison, avant de s'engager avec le Petro Atlético Luanda.

### En équipe nationale
Pecks joue son premier match international en 2009. Il jouera trois matchs par an en 2009, 2010 et 2011. Il jouera également un autre match en 2012.
En 2013, il fait partie des 23 joueurs retenus pour disputer la Coupe d'Afrique des nations 2013[réf. nécessaire]. Il ne joue cependant aucun match lors de ce tournoi, officiant comme remplaçant de Vózinha.